# Suite bergamasque
La Suite bergamasque és una suite per a piano de Claude Debussy inspirada en el poema de Paul Verlaine Clair de lune. Es troba entre les més cèlebres d'aquest compositor i és sovint considerada com la més fascinant. Fou composta el 1890 i publicada el 1905. Els seus quatre moviments són:
1. Preludi
2. Minuet
3. Clair de Lune
4. Passepied

A l'obra de Debussy la música per a piano té un lloc destacat. Excel·lent pianista, sempre va estar en contacte amb aquest instrument. Des de la Suite bergamasque de 1890, amb la qual la seva personalitat va començar a destacar, Debussy no va deixar d'enriquir el seu llenguatge pianístic, d'explorar les possibilitats del piano, d'ampliar el seu camp tant en l'àmbit del color i del timbre com en el de les intensitats, els atacs i les ressonàncies.
El projecte inicial preveia un preludi, un minuet, un passeig sentimental i una pavana. En la revisió duta a terme el 1905, Debussy va conservar el preludi i el minuet; el passeig es va convertir en el cèlebre Clar de lluna i la pavana va ser substituïda pel Passepied.
Poema de Paul Verlaine:
«Votre âme est un paysage choisi

Que vont charmant masques et bergamasques

Jouant du luth et dansant et quasi

Tristes sous leurs déguisements fantasques.

Tout en chantant sur le mode mineur

L'amour vainqueur et la vie opportune

Ils n'ont pas l'air de croire à leur bonheur

Et leur chanson se mêle au clair de lune,

Au calme clair de lune triste et beau,

Qui fait rêver les oiseaux dans les arbres

Et sangloter d'extase les jets d'eau,

Les grands jets d'eau sveltes parmi les marbres.»